# Champignolles (Eure)
Champignolles is een plaats en voormalige gemeente in het Franse departement Eure (regio Normandië) en telt 39 inwoners (2009). De plaats maakt deel uit van het arrondissement Bernay. Champignolles is op 1 januari 2019 gefuseerd met de gemeente La Vieille-Lyre tot een nieuwe gemeente, eveneens La Vieille-Lyre geheten, waarbij Champignolles commune déléguée werd. 

## Geografie
De oppervlakte van Champignolles bedraagt 2,7 km², de bevolkingsdichtheid is dus 14,4 inwoners per km².
De onderstaande kaart toont de ligging van Champignolles (Eure) met de belangrijkste infrastructuur en aangrenzende gemeenten.

## Demografie
Onderstaande figuur toont het verloop van het inwonertal (bron: INSEE-tellingen).